# Aiace Pico
Aiace Pico (... – ottobre 1429) fu un nobile e condottiero italiano che, dal 1399 alla morte, fu signore di Mirandola e Concordia assieme ai cugini Francesco III Pico e Giovanni I Pico; quest'ultimo lo fece assassinare nel 1429.

## Biografia
Era figlio di Tommasino Pico (?-1394), signore della Mirandola insieme ai fratelli Francesco II, Spinetta e Prendiparte III.
Nel 1396 si unì ai ribelli di Niccolò d'Este, rischiando quasi di perdere il diritto di governare sulla Signoria della Mirandola insieme agli zii. Nel 1405 si arruolò al servizio della Repubblica di Venezia e fu nominato miles quando i Serenissimi tolsero Verona ai Carraresi. Dal 1399 divenne Signore della Mirandola e Concordia insieme ai cugini Giovanni e Francesco III, quando gli stessi si allearono con gli Estensi e Aiace militò al fianco di Niccolò III d'Este, marchese di Ferrara nella guerra del 1406 contro Ottobono Terzi. Nel 1408 si recò con 70 lance a militare per i fiorentini contro il re Ladislao. Rinnovatasi la guerra tra i Visconti e gli Estensi, quest'ultimi alleati con Firenze e Venezia, Aiace combatte insieme ai Visconti, fino alla pace del 1428.
Nell'ottobre 1429, a seguito di disaccordi causati anche dal suo carattere arrogante e prepotente, Aiace venne fatto assassinare dal cugino Giovanni.

## Discendenza
Aiace sposò Antonia da Castelbarco, figlia di Guglielmo Castelbarco e dalla quale ebbe una figlia:
- Geneviesa o Geneviefa (testò il 12 settembre 1477[2]), sposò il conte Nicolò de' Cesi di Modena.

Ebbe anche due figli naturali:
- Prendiparte, i cui discendenti abitarono alla Concordia prendendo da lui il cognome Prendiparti;
- Lanzazisio.